# 퍼머컬처

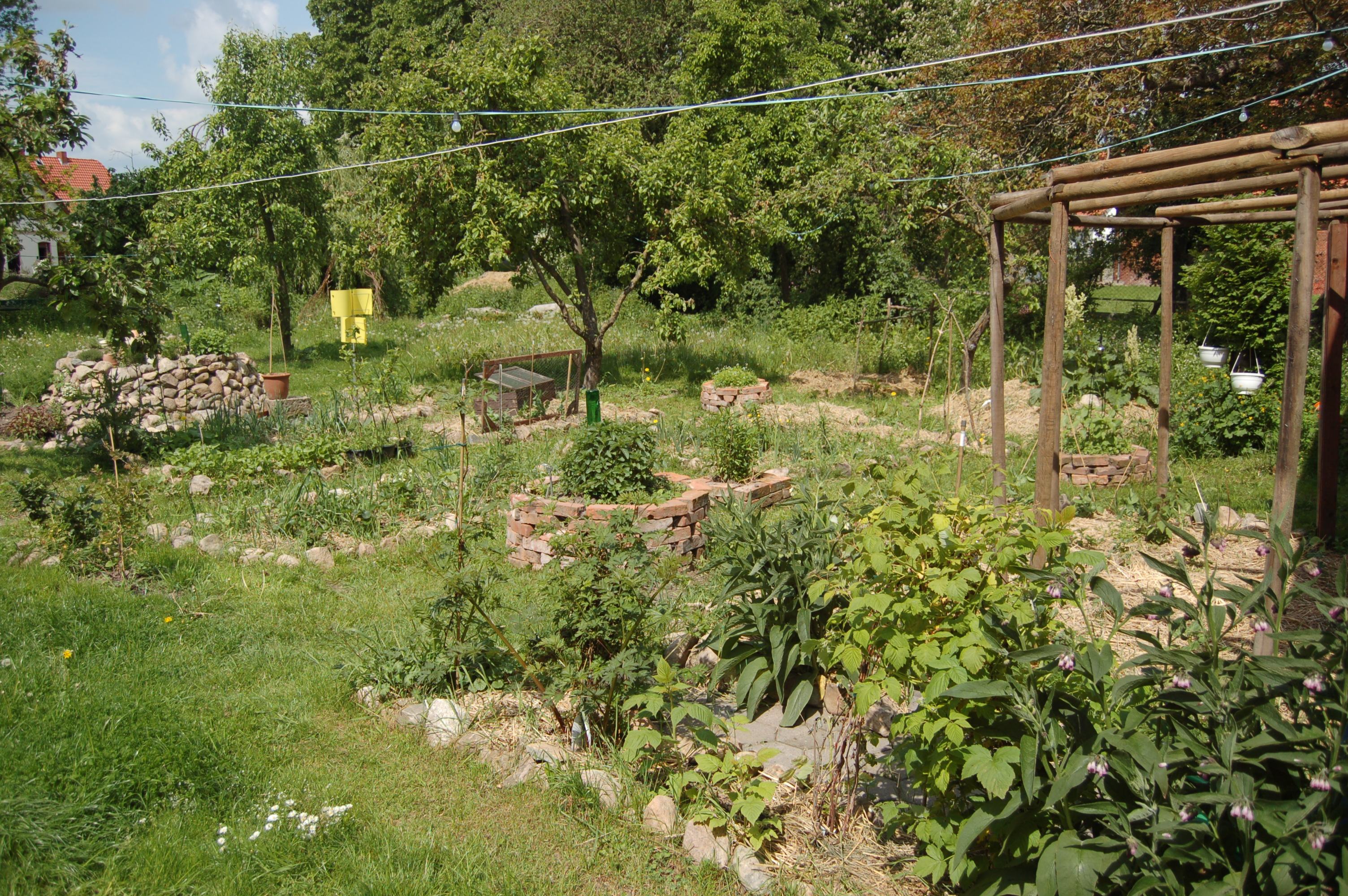
퍼머컬처 원칙에 따라 경작된 정원

퍼머컬처(Permaculture, 퍼머컬쳐) 또는 영속농업은 번성하는 자연 생태계에서 관찰되는 배열을 채택하는 토지 관리 및 정착 설계에 대한 접근 방식이다. 여기에는 전체 시스템 사고를 사용하여 도출된 일련의 설계 원칙이 포함된다. 재생 농업, 도시 계획, 재조림, 지역사회 탄력성과 같은 분야에 이러한 원칙을 적용한다. 이 용어는 현대 산업화된 방법에 반대되는 개념을 공식화한 빌 몰리슨(Bill Mollison)과 데이비드 홈그렌(David Holmgren)에 의해 1978년에 만들어졌으며 대신 농업에 대해 보다 전통적이거나 "자연적인" 접근 방식을 채택했다.
퍼머컬처는 제대로 정의되지 않고 비과학적이라는 비판을 받아왔다. 비평가들은 생산성 주장을 입증하고 방법론을 명확히 하기 위해 동료 검토 연구를 선호하여 일화와 생태학적인 첫 번째 원칙의 추정에 대한 의존도를 줄이려고 노력해 왔다. 대체기술센터(Centre for Alternative Technology)의 피터 하퍼(Peter Harper)는 영속농업으로 간주되는 대부분의 것들이 실제 문제와 관련이 없다고 제안한다.